# Karel Liebscher
Karel Liebscher (Prága, 1851. február 24.  – Prága, 1906. április 20.) cseh tájképfestő, illusztrátor,  a történelmi képeket alkotó Adolf Liebscher testvére.

## Életpályája
Már korán kiderült, hogy van tehetsége a festészethez, de akkoriban úgy gondolta, hogy ebből nem lehet megélni. Így mérnöki diplomát szerzett, és az Építészeti Hivatalban segédként helyezkedett el. Röviddel később azonban (valószínűleg a túlzott koffeinfogyasztás következményeként) idegrendszeri problémák léptek fel nála, így nyugalomra és csendre volt szüksége. Graefenbergi, tábori és letiny-I tartózkodásai alatt a természetet tanulmányozta, és nekiállt festeni. Az első képei 1879-ben jelentek meg. 1883-ban felvették a Bécsi Szépművészeti Egyetemre, ahol Eduard Peithner von Lichtenfelsszel együtt tanult.
Az első, testvérével közös kiállítását 1885-ben Prágában rendezték meg, A festmények főbb témái hegyek, cseh épületek és tájak voltak. Később elutazott Boszniába is, és a Földközi-tenger partját is megörökítette. Több képe újságokban, könyvekben is megjelent. Folyóirataiban felhasználta például Jan Otto.

## Néhány műve

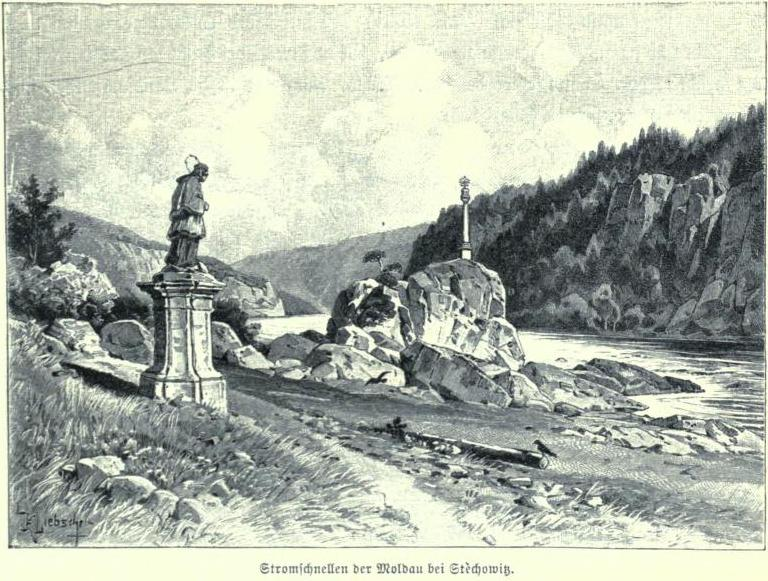
A Szent János-sellő a Moldván
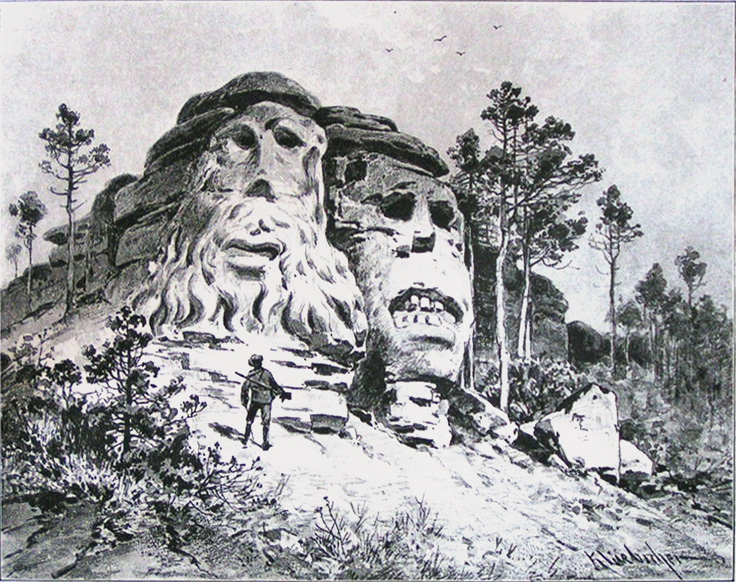
"Az Ördög fejei", Václav Levý kőszobrai Želízy közelében
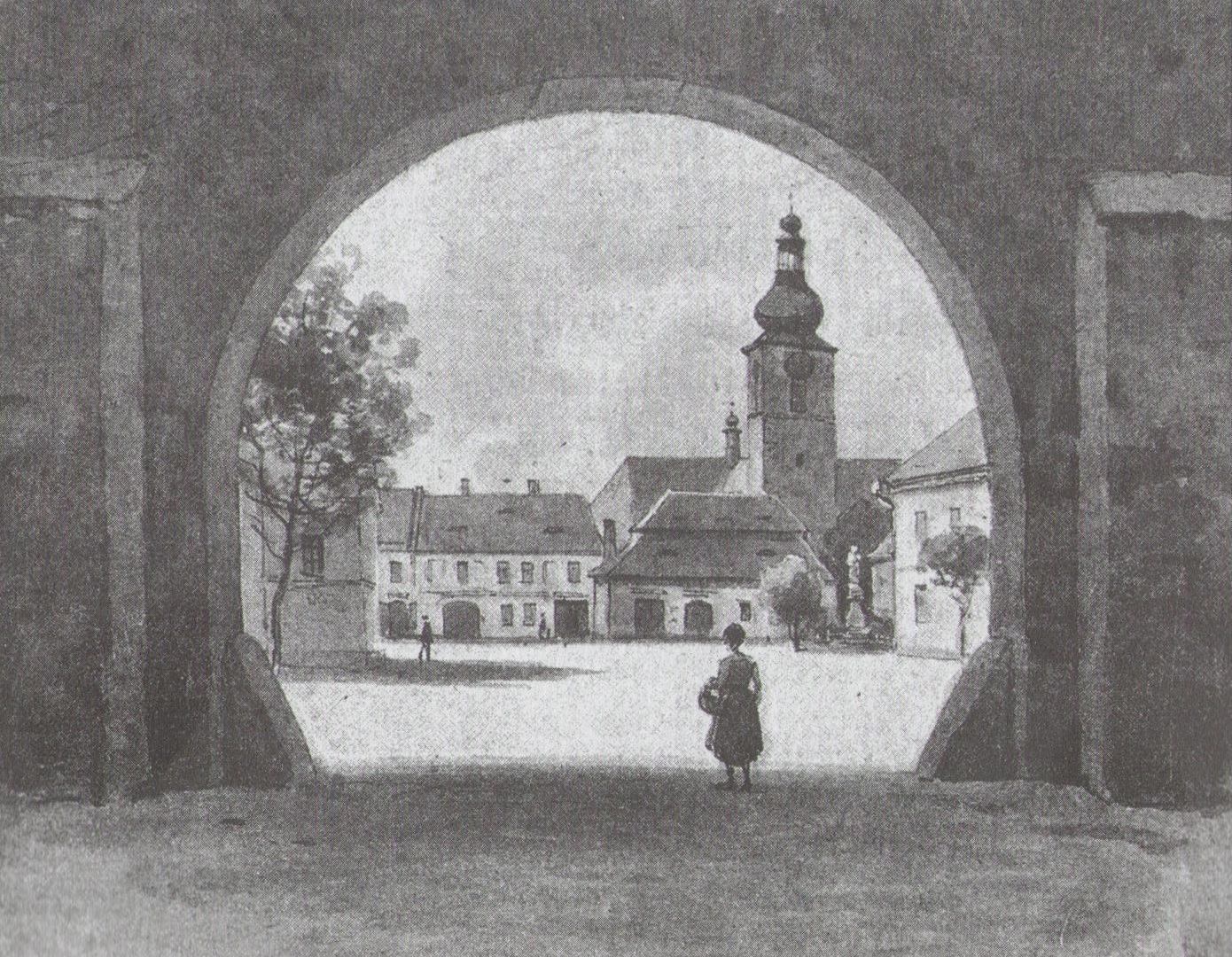
Keresztelő Szent János születésének felszentelt templom Přibyslavban
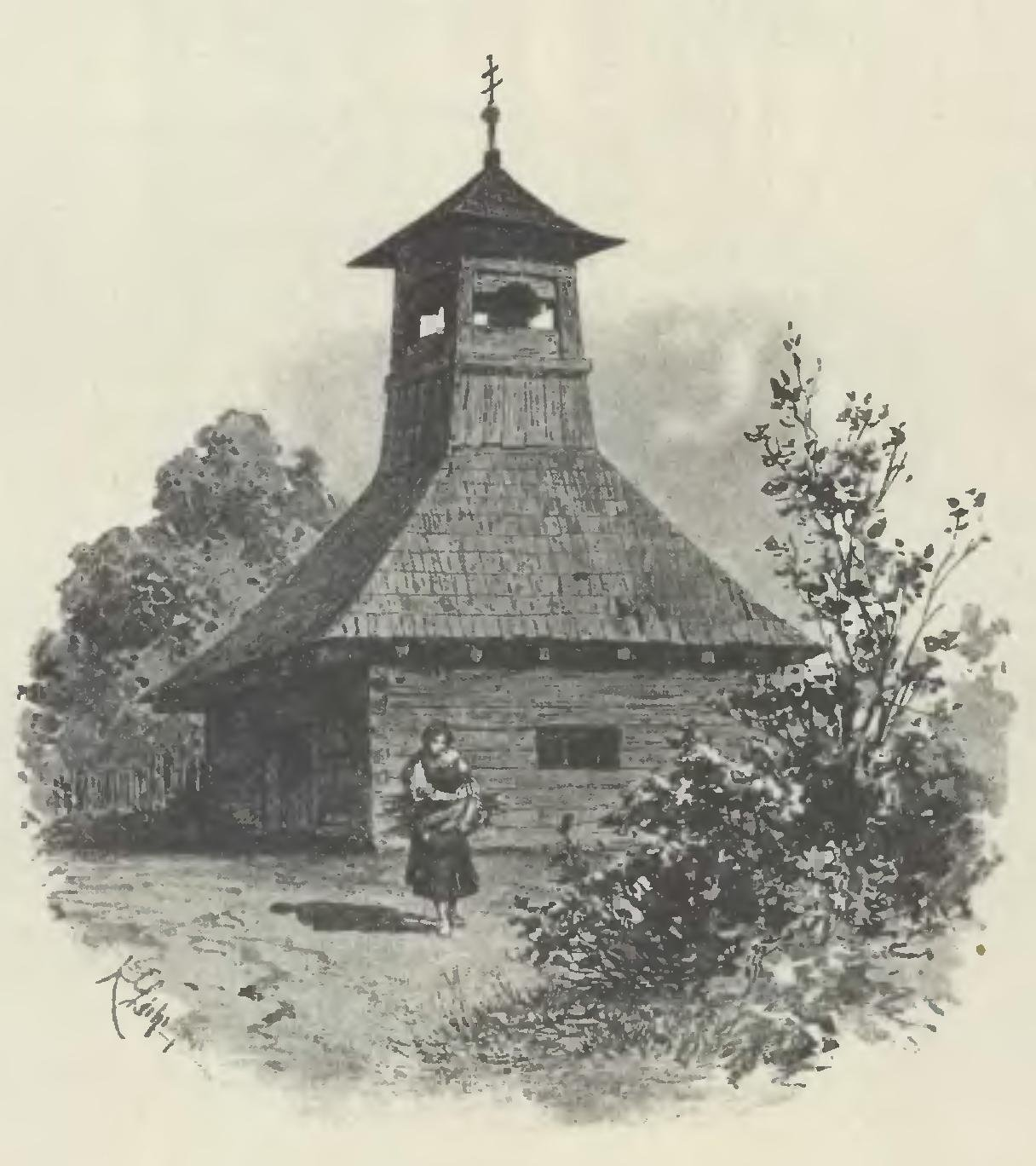
Fa harangtorony Lichkovban